# Umberto Lombardo
Umberto Lombardo (Montemagno, 18 ottobre 1905 – Castel Rocchero, 9 agosto 1990) è stato un allenatore di calcio e calciatore italiano, di ruolo difensore.

## Carriera

### Club
Cresciuto nell'Alessandria passò nel 1925 al Genoa, club con il quale esordì in massima serie l'11 ottobre 1925 nella vittoria casalinga dei rossoblu per 2-1 contro il Milan.
Negli anni di militanza nel Genoa, Lombardo con il suo club lottò spesso per la vittoria dello scudetto, andandovi molto vicino nelle stagioni 1927-1928 e 1929-1930.
Con il club genovese segnò un'unica rete, nel pareggio per 2-2 in casa del Milan, negli spareggi per l'ammissione alla Coppa dell'Europa Centrale 1929. L'esperienza nella coppa fu breve, in quanto la squadra fu eliminata nel primo doppio confronto dal Rapid Vienna.
Anche nell'edizione successiva della Coppa Europa marcò una presenza, scendendo in campo nel pareggio casalingo per 1-1 del 13 luglio 1930, sempre contro il Rapid Vienna.
Nel 1931 lasciò il Genoa, che nel frattempo aveva cambiato la denominazione sociale in Genova 1893, per tornare nel club dove aveva iniziato la sua formazione, l'Alessandria. Nei suoi primi cinque anni di militanza, i grigi ottennero delle salvezze sino alla stagione 1936-1937, nella quale il club si classificò ultimo in campionato retrocedendo in Serie B.
Nella Serie B 1937-1938 la formazione piemontese sfiorò l'immediato ritorno in massima serie arrivando a pari punti con Modena e Novara, entrambe vittoriose nelle gare di spareggio con i grigi.
La stagione successiva Lombardo sempre tra le file dell'Alessandria, marcò solo due presenze, ed al termine dell'annata sportiva si ritirò dall'attività agonistica.

### Nazionale Universitaria
Nel 1928 Lombardo partecipò al Mondiale Universitario 1928 vinto dall'Italia, scendendo in campo in un'unica occasione.